# Semaeopus commaculata
Semaeopus commaculata là một loài bướm đêm trong họ Geometridae.